# مرگ سفیدبرفی (فیلم ۲۰۲۵)
مرگ سفیدبرفی (انگلیسی: The Death of Snow White) یک فیلم با ژانر اکشن ترسناک و فانتزی تاریک محصول سال ۲۰۲۵ آمریکا به کارگردانی، نویسندگی و تهیه‌کنندگی جیسون بروکس است. این فیلم بازسازی ترسناکی از فیلم سفید برفی است و بازیگرانی چون سنای لوتسیس، چلسی ادموندسون، تریستان ناکس، مردیت بایندر، ریسا می، جرمی هالوم، علی چپمن، کالین میلر، دیلون مور، مایکل دسانتو دوم و اریک پاپ در آن ایفای نقش کردند.
این فیلم در ۲۱ مارس ۲۰۲۵ در لس آنجلس به نمایش درآمد و در ۲ مه ۲۰۲۵ در ایالات متحده اکران شد.

## داستان
در سلطنتی که غرور و قدرت بر آن حکومت می‌کند، ملکه‌ی بدجنس برای حفظ ظاهر خود، آیین‌های تاریکی از جمله خودزنی و جادوی خون را انجام می‌دهد. آینه او نشان می‌دهد که دخترخوانده‌اش، سفیدبرفی، در زیبایی از او پیشی گرفته و حسادت مرگباری را شعله‌ور می‌کند. ملکه که مصمم است رقیب خود را از بین ببرد، به شکارچی خود، گونار، دستور می‌دهد تا سفید برفی را بکشد و قلبش را نزد او ببرد. با این حال، گونار تحت تأثیر بی‌گناهی سفید برفی، جان او را می‌بخشد و به او کمک می‌کند تا به جنگل تاریک فرار کند.
سفید برفی به جنگل می‌رود، جایی پر از موجودات بدخواه و زمین‌های خطرناک. او با هفت کوتوله که گروهی از آدمکش‌های خونخوارند که علاقه‌ی شدیدی به قتل‌های هولناک دارند، روبرو می‌شود. هر کوتوله روش منحصر به فردی برای از بین بردن دشمنان دارد.
- دوزر: از قدرت وحشیانه خود برای خرد کردن جمجمه‌ها استفاده می‌کند.
- آرستا: از خنجرهای زهرآگین استفاده می‌کند.
- بو: قربانیان را با افسون فریب می‌دهد و سپس گلویشان را می‌بُرد.
- سانی: تله‌هایی کار می‌گذارد که باعث فرو رفتن در بدن و تکه تکه شدن گوشت بدن می‌شوند.
- گریموالد: جادوگری می‌کند و اجساد را برای انجام خواسته‌هایش دوباره زنده می‌کند.
- تینی: تبر بزرگی برای سر بریدن به کار می‌برد.
- پولن: از هاگ‌های توهم‌زا برای دیوانه کردن دشمنان قبل از کشتن آنها استفاده می‌کند.

کوتوله‌ها که در ابتدا برای حفاظت از سفیدبرفی محتاط بودند، پس از اینکه سفیدبرفی انعطاف‌پذیری و مهارت‌های رزمی خود را ثابت کرد، تصمیم گرفتند از او محافظت کنند. آنها او را در هنرهای مرگبار خود آموزش می‌دهند و برای رویارویی اجتناب‌ناپذیر با ملکه آماده می‌شوند.
ملکه که از زنده ماندن سفید برفی خشمگین شده است، عمیق‌تر به جادوی ممنوعه می‌پردازد. او در آیین‌های مذهبی، رعایای وفادار خود را قربانی می‌کند و نیروی حیات آنها را برای افزایش قدرت خود جذب می‌کند. قلعه او به تالار وحشت تبدیل می‌شود، با دیوارهایی مزین به پوست‌های کنده شده قربانیانش. او سیبی مسموم می‌سازد که با ارواح نفرین‌شدگان آغشته شده و قصد دارد سفیدبرفی را برای همیشه بکشد.
ملکه در لباس مبدل یک پیرزن، به پناهگاه جنگلی کوتوله‌ها نفوذ می‌کند و سیب نفرین‌شده را به سفیدبرفی می‌دهد. سفیدبرفی پس از گاز گرفتن، از حال می‌رود و بدنش به خود می‌پیچد و رگ‌های تیره روی پوستش پخش می‌شوند. کوتوله‌ها که متوجه خیانت ملکه شده‌اند، درگیر نبردی بی‌رحمانه با او می‌شوند. با وجود مهارتشان، جادوی تاریک ملکه بسیار قدرتمند است و منجر به مرگ چندین کوتوله به شیوه‌های وحشتناک می‌شود.
گریموالد توسط یک گوی آتشین سوزانده می‌شود، سانی توسط پیچک‌های سایه‌وار زخمی می‌شود و قلب بو در میانه مبارزه از جا کنده می‌شود. کوتوله‌های باقی‌مانده موفق می‌شوند ملکه را زخمی کنند و او را به اندازه کافی ضعیف کنند تا سفید برفی بیدار شود. سفید برفی که از ارواح مردگان نیرو گرفته، با نامادری‌اش روبرو می‌شود. در یک نبرد سرنوشت‌ساز، او با تبر تینی سر ملکه را از تنش جدا می‌کند و به سلطنت وحشت او پایان می‌دهد.
با شکست ملکه، سفیدبرفی به تخت سلطنت می‌رسد و سوگند می‌خورد که با شفقت و عدالت حکومت کند.

## بازیگران
- سانای لوتسیس در نقش سفیدبرفی
- چلسی ادموندسون در نقش ملکه بدجنس
- تریستان ناکس در نقش شاهزاده
- مردیت بیندر در نقش جادوگر شیطانی
- ریسا می در نقش پولن
- جرمی هالوم در نقش دوزر
- علی چپمن در نقش آرستا
- کالین میلر در نقش بو
- دیلون مور در نقش سانی
- مایکل دسانتو دوم در نقش گریموالد
- اریک پوپ در نقش تینی
- کلی تاپان در نقش ملکه
- تایلر مک‌کنا در نقش پادشاه
- جیسون بروکس در نقش هانتسمن گونار
- میلو مچم-میلر در نقش ویلهلم
- کریستوفر برنساید در نقش جیکوب
- هیلی استابلفیلد در نقش اینگا
- لیدیا پرل پنتز در نقش سوفیا
- هالند استول در نقش ایوان
- جاناتان هالبروک در نقش هانتسمن کایزر
- کارل کاوینگتون در نقش هانتسمن بکت
- چارلز لاوسون در نقش هانتسمن مک‌کوید
- توماس مارشال در نقش هانتسمن والاس
- جیسون رینولدز در نقش هانتسمن مرک

## تاریخ تولید و انتشار
در ژانویه ۲۰۲۴، اعلام شد که این فیلم در مرحله پیش‌تولید است.
فیلمبرداری از ژوئن تا اوت ۲۰۲۴ در وودینویل واشینگتن و آیداهو انجام شد.
این فیلم اولین نمایش جهانی خود را در ۲۱ مارس ۲۰۲۵ در لس‌آنجلس داشت، و در ۲ مه ۲۰۲۵ در ایالات متحده اکران شد.